# Márai Sándor
Márai Sándor, eredeti nevén márai Grosschmid Sándor Károly Henrik (Kassa, 1900. április 11. – San Diego, Kalifornia, 1989. február 21.) magyar író, költő, újságíró, rövid ideig a Magyar Tudományos Akadémia rendes tagja.
Márai életútja az egyik legkülönösebb a 20. századi magyar írók között. Már az 1930-as években korának legismertebb és legelismertebb írói közé tartozott, a Horthy-rendszer és a szélsőjobboldal legnagyobb kritikusai között tartották számon. Amikor 1948-ban elhagyta hazáját, tudatosan és következetesen kiiktatták műveit a hazai irodalmi életből. Ez elsősorban annak tudható be, hogy a jobboldal mellett a baloldal szélsőséges megnyilvánulásait is hevesen kritizálta. Ugyanis Márai a klasszikus polgári eszményeknél értékesebbet nem talált, így kötelességének tartotta, hogy ezeknek adjon hangot műveiben.
Az 1980-as években már lehetővé válhatott volna munkáinak hazai kiadása, de ő megfogadta, hogy amíg Magyarországon megszálló csapatok tartózkodnak, s nem lesz demokratikus választás, addig semminek a kiadásához és előadásához nem járul hozzá. Életműsorozatának újra kiadása halála után, 1990-ben indult el. Ugyanebben az évben posztumusz Kossuth-díjjal ismerték el.

## Életútja

### Családi háttere, tanulmányai (1900–1919)

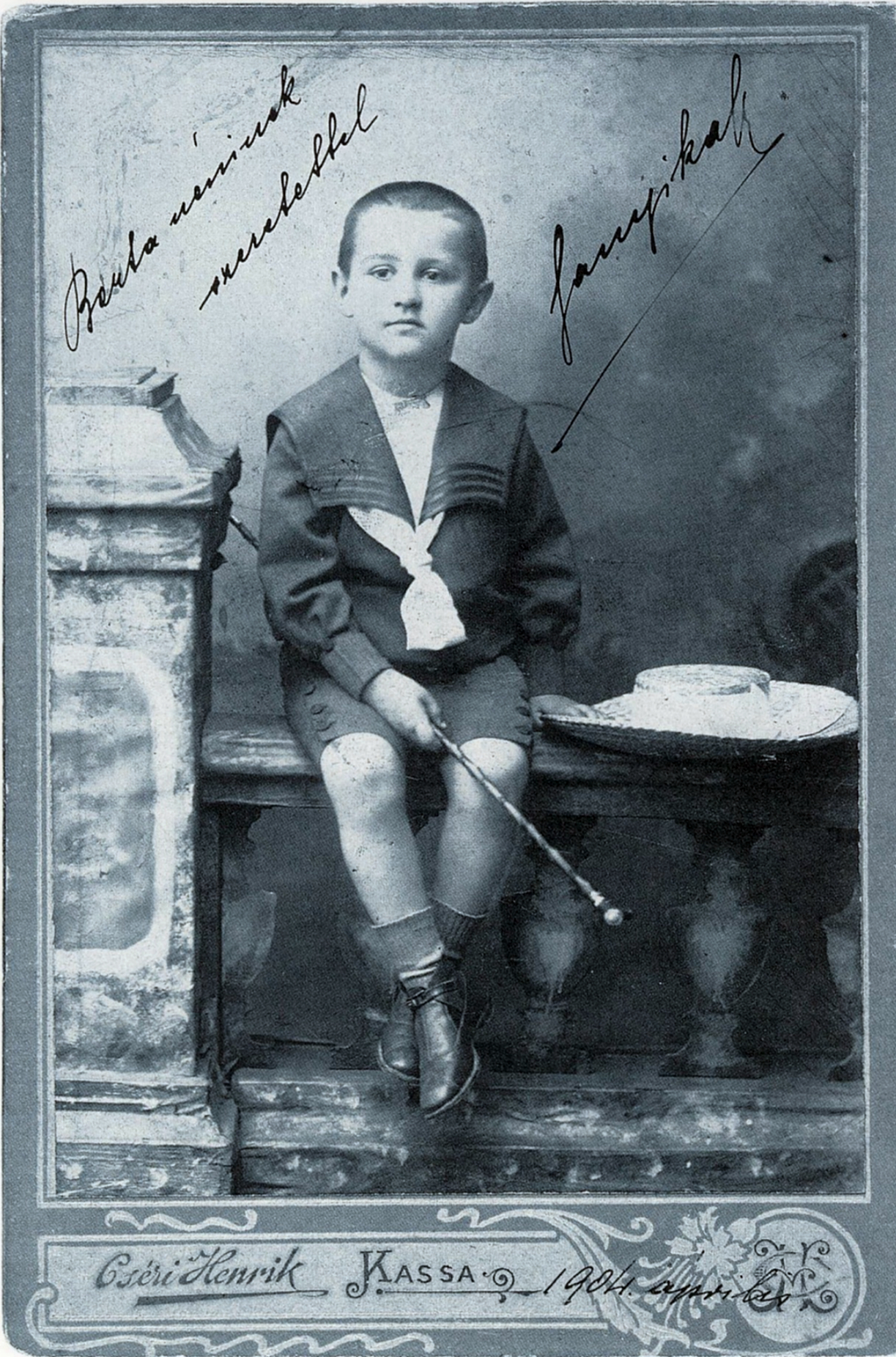
A gyermek Márai 1904-ben

Márai Sándor 1900. április 11-én látta meg a napvilágot, Kassán. Felmenői eredetileg polgári származású cipszerek voltak. Dédapja, Grosschmid János (1778–1849) földmérő, a Tengermelléki kerület sóbányáinak és kamarai javainak főfelügyelője, 1790. november 18-án nemesség és családi címer adományozásában részesült II. Lipót magyar királytól. Márai Sándor édesapja, dr. nemes Grosschmid Géza (1872–1934) királyi közjegyző, a kassai jogászkamara elnöke, majd a trianoni békediktátum után a csehszlovákiai Országos Magyar Keresztényszocialista Párt szenátora, édesanyja Ratkovszky Margit (1874–1964) volt. A Grosschmid család nemzedékeken keresztül őrzője volt az elit polgári értékrendnek, így természetes volt, hogy gyermekeiket is e szellemben neveljék.
Erről így írt az Egy polgár vallomásaiban:
…a család a szász választófejedelem szolgálatában állott, s az állami pénzverdében dolgoztak. […] Apai dédanyám Országh lány volt, s a család évszázadokon át magyar családokkal házasodott. Mind hivatalnokok voltak, jogászok, köztisztviselők, katonatisztek.
Két nagybátyja és apja jogtudor volt. Apai nagybátyja Grosschmid Béni, a magyar polgári jog egyik legnagyobb formátumú tudósa. Később Márai is beiratkozott a jogi karra. Ennek a háttérnek köszönhetően már fiatalon magába szívta a magyar nagypolgárság értékeit és kultúráját. Családjával Kassán élt; számára az maradt az az „örök város”, amely után mindig is vágyódott, különösen az emigrációban.

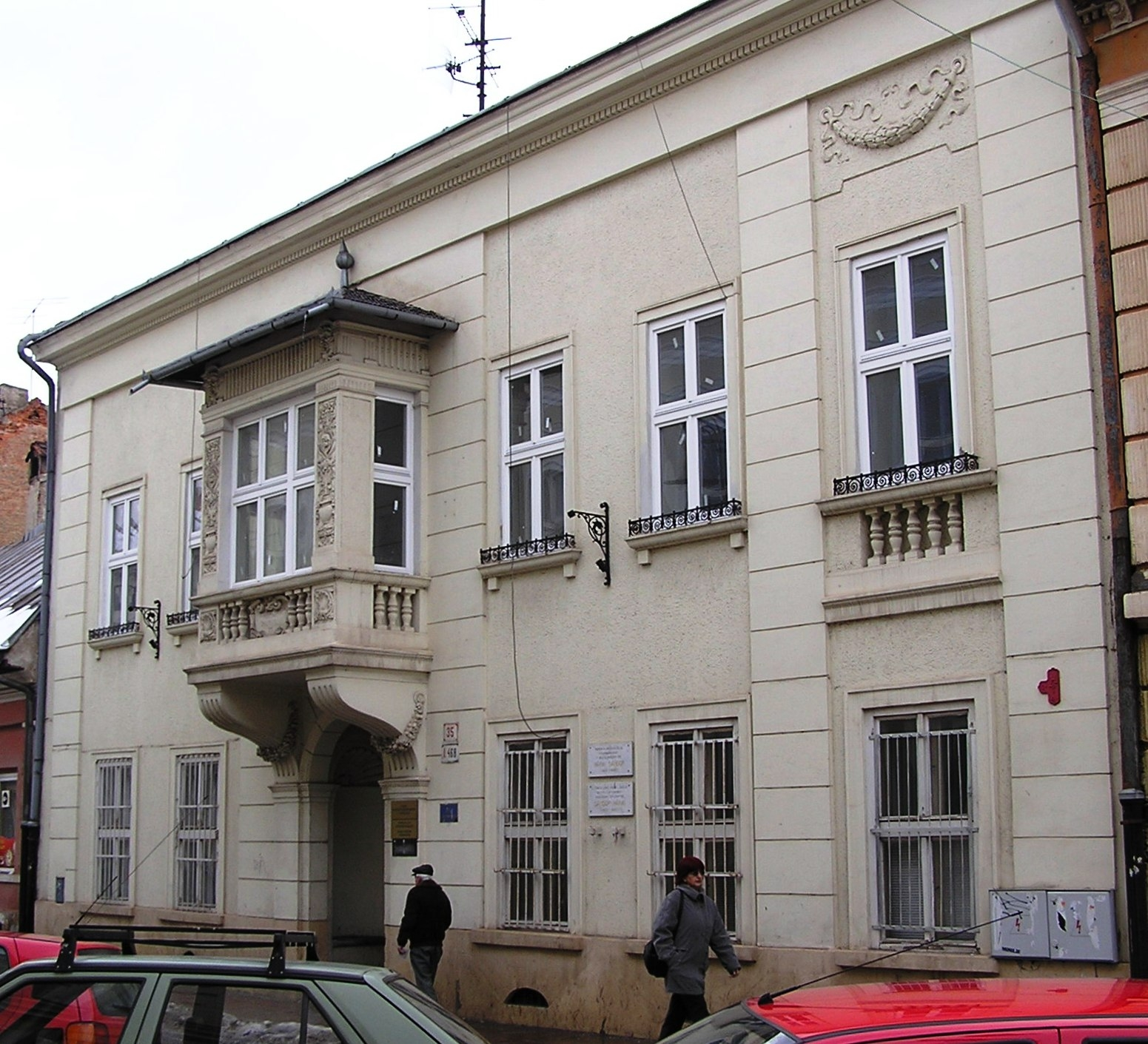
A Grosschmid család egykori otthona Kassán, a Mészáros utca 35. sz. alatt.
2000-től Márai-kiállítás helyszíne

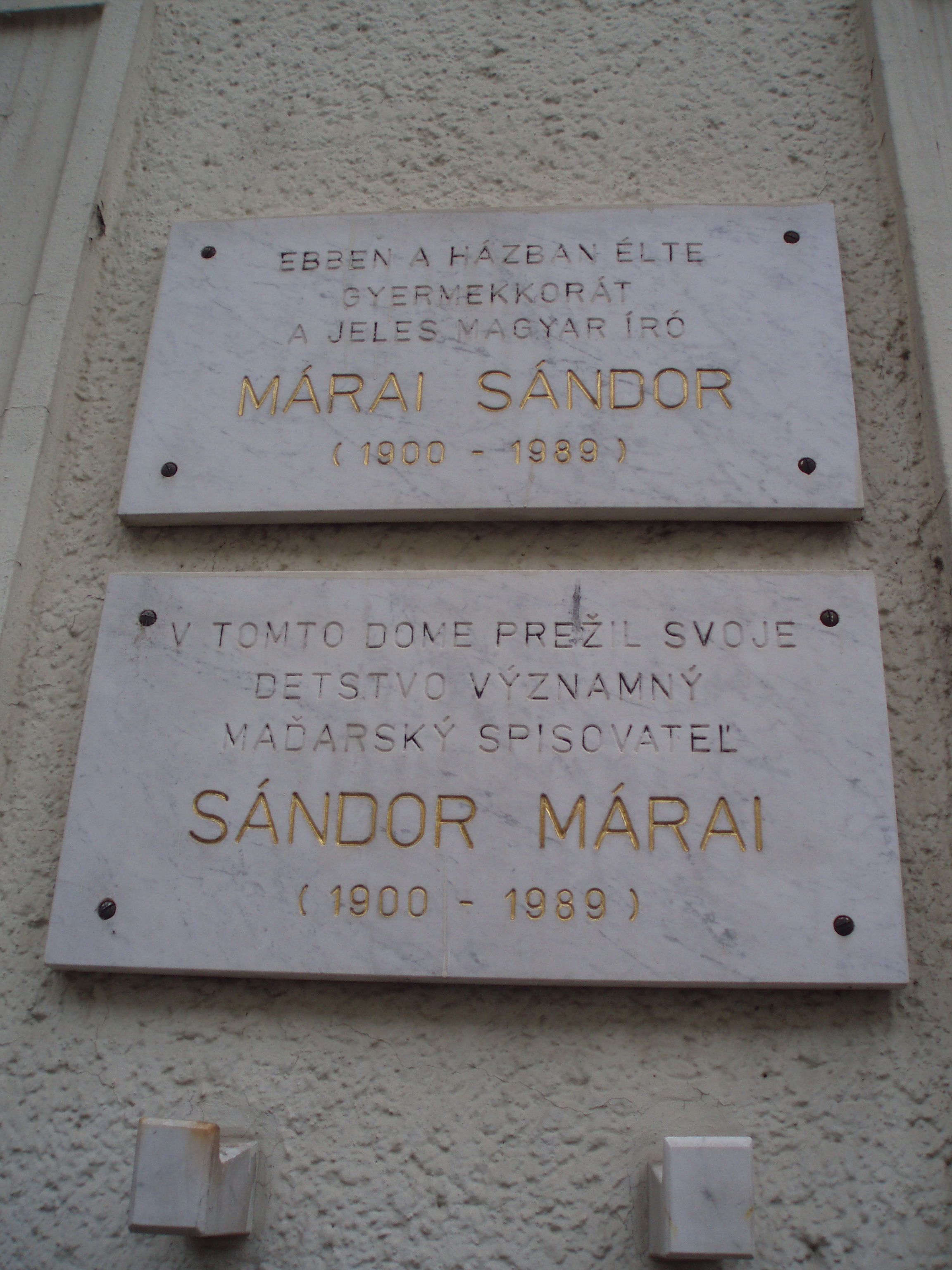
A Mészáros utcai ház falán található emléktáblája Kassán

Márai Sándornak három testvére volt: Kató (férjezett nevén dr. Jetts Gyuláné), Géza és Gábor. Öccse Radványi Géza néven vált világhírű filmrendezővé. Szülei nagy gondot fordítottak arra, hogy a gyermek megkapja a megfelelő polgári neveltetést: hat- és kilencéves kora között házitanító járt hozzá, harmadiktól pedig a Jászóvári Premontrei Kanonok Kassai Főgimnáziumában tanult. Az intézményt a jezsuita rend alapította, az oktatás magyar nyelven folyt. A gimnáziumot az 1913–14-es tanévben el kellett hagynia; ennek az lehetett az oka, hogy tizennégy évesen egyszer elszökött hazulról. Ezután családja úgy döntött, hogy intézetbe adják Budára, a Budapesti Királyi Egyetemi Katolikus Gimnáziumba. Az új iskolára úgy emlékezett vissza mint egy katonai neveldére; a szigorú szabályokat nem jól tűrte, így egy évvel később már újra Kassán volt. A VII. osztályt két helyen végezte: a kassai gimnáziumban és az Eperjesi Katolikus Főgimnáziumban. Utóbbiban érettségizett 1917-ben.
Az iskolaváltásoknak két oka lehetett: egyrészt a premontreiek nem tűrték kirívó, bohém stílusú öltözködését, másrészt ellenezték, hogy a növendékek önállóan publikáljanak. Ennek ellenére már fiatalon pályázatokat küldött be álnéven (pl. Salamon Ákos) különböző napilapokba. A családi szájhagyomány szerint azért volt szüksége álnévre, hogy a művészi irányú pályaválasztással „ne hozzon szégyent” a Grosschmid névre. A fiatal fiú írói ambícióit nem nagyon támogatta családja. Ezzel ő is tisztában volt, mint ahogyan azzal is, hogy tehetséges. Egyik, barátjához 1917-ben írt levelében így vallott erről: „Senkim, egy emberem sincs, akihez írhatnék, aki nem utál, vagy akinek nem vagyok közönyös (sic!). […] A legtökéletesebben egyedül vagyok. Én tudom, hogy zseni vagyok. […] Választott ember vagyok, és sokra fogom vinni, vagy semmire sem fogom vinni, de produkálni fogok, érzem, tudom, hogy ez kikerülhetetlen. […] Az életemet eddig is én csináltam, ezután is én fogom csinálni.”
1918 őszén Budapestre költözött. Tanulmányait az egyetem jogi karán kezdte, majd átiratkozott a bölcsészkarra. Ebben az évben jelent meg elsőként Emlékkönyv című, nagy sikerű verseskötete. A könyv Kosztolányi Dezsőnek is tetszett, aki véleményét a Pesti Naplóban írta meg. Pesten Márai bohém, költekező életet élt, rendszeresen járt mulatókba és kabarékba. Mesterével, Krúdy Gyulával is többször találkozott. Csatlakozott a kommunistákhoz, a „Kommunista írók aktivista és nemzetellenes csoportjának” alapítója lett. 1919-ben a Tanácsköztársaság lelkes támogatója volt, és újságíróként tevékenykedett: többek között a Vörös Lobogó című lapban éltette a kommünt, riportokat készített, könyvekről írt kritikát, és publikálta szépirodalmi műveit.

### Egy polgár világpolgár lesz (1919–28)

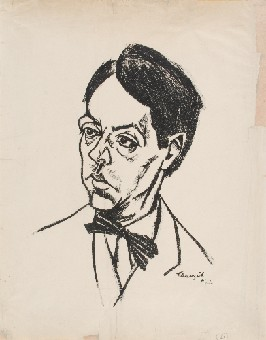
Tihanyi Lajos által készített portréja, 1924-ből

A Tanácsköztársaság bukása után családja biztonságosabbnak látta, ha elhagyja az országot, így Lipcsében folytatta tanulmányait. Októbertől az Institut für Zeitungskunde hallgatója lett. Onnan Frankfurtba, majd Berlinbe ment, 1920-ban. Itt még tanult egy ideig, de a tizedik félév után teljesen feladta tanulmányait, és több újság állandó munkatársa lett. Többek között a Der Drache, a Simplicissimus és a Frankfurter Zeitung című lapokba írt.
Ekkor már ismerte későbbi feleségét, Matzner Ilonát (Lolát), aki több mint hat évtizeden át, az asszony haláláig hű társa maradt.
Ezekben az években Máraiból igazi világpolgár lett: sokat utazott, olvasott, tájékozódott, és ezekből merítette írásainak témáját. Tehetségét külföldön is hamar felismerték, így nemcsak Németországban, hanem Prágában, valamint itthon a Kassai Naplóban, a (rivális) Kassai Újságban és Az Újságban is jelentek meg írásai. Sokszínűségének, széles körű ismereteinek köszönhetően őt kérték fel arra, hogy fordítsa le Schnitzler a Szavak komédiája című művét 1920-ban, majd Franz Kafka egyik elbeszélését 1921-ben, amit több más fordítása követett. Németországban 1923-ig élt. Annak ellenére, hogy külföldi tartózkodása alatt sikeres újságíróvá vált, ezekre az évekre keserű szájízzel tekintett vissza. Úgy érezte, hogy Berlinben nagyon sokan kihasználták.
Lolával, Matzner Sámuel és Moskovits Irén lányával 1923. április 17-én kötöttek házasságot Budapesten. Csak polgári szertartás volt, mivel Márai római katolikus, Lola pedig izraelita vallású volt. Márai ekkor mint egyetemi hallgató az Egyetem u. 7. szám alatt lakott. Hogy meg tudja védeni feleségét az antiszemitizmustól, megkérte, hogy térjen át a katolikus vallásra. 1936. november 24-én püspöki engedéllyel keresztelték meg a felsősegesdi (a mai Segesd része) templomban. Az asszony a Mária Julianna Cecília keresztneveket kapta. A plébánia esketési anyakönyve 72. oldalának 33. bejegyzése szerint ugyanakkor megtartották egyházi esküvőjüket is.
1923-ban Párizsba utaztak. Ottlétüket eredetileg három hétre tervezték, de végül hat év lett belőle. Párizst nagyon megszerették, de ennek ellenére mindvégig idegennek érezték ott magukat. Két évvel később a Közel-Keletre utaztak, három hónapra. Élményeit Márai Istenek nyomában című írásában összegezte, 1927-ben, amely a Kelet kultúráját és gondolkodásmódját mutatta be.

### Elismert íróként (1928–48)
1928-ban feleségével visszaköltöztek Budapestre, a budai Mikó utcába. A Krisztinaváros akkoriban komoly irodalmi negyednek számított. (Szomszédai közé tartozott Kosztolányi Dezső is.) Ebben az évben adták ki Bébi vagy az első szerelem című regényét.
Márai legtermékenyebb írói korszaka 1930 és 1942 közé tehető. 1930-ban Dormándi Lászlóval közösen szerkesztette az 1914–1930 című képeskönyvet, amely több országban is megjelent. Szintén ebben az évben adta ki Zendülők című művét, amely a kor kamaszainak világát, az első világháború utáni lelkiállapotot és világszemléletet mutatta be.
1931-ben megjelent az Idegen emberek, amelyben német- és franciaországi élményeit dolgozta fel. A könyvben így írt az idegenség érzetéről: „Évek múltak el, s még mindig nem csomagoltunk ki egészen…”
Még abban az évben látott napvilágot Műsoron kívül címen tárcáinak gyűjteményes kötete, amelyet a Csutora követett, 1932-ben. Ebből a rendes kiadáson kívül száz kézzel számozott példány készült merített papiroson, a szerző, és az illusztrátor, Székely-Kovács Olga aláírásával.
Márai Sándor idővel korának egyik legnépszerűbb és legelismertebb írójává vált – nevével ekkortájt egyre többet lehetett találkozni a közéletben is. Többedmagával ő is aláírta a genfi Világbéke Kongresszusra szánt levelet, tagja volt a Magyar PEN Clubnak, felolvasásokat tartott a Magyar Rádióban, és rendszeresen írt a Nyugat című folyóiratba.
1934-ben alkotta meg egyik legmaradandóbb művét, az Egy polgár vallomásait, amely főleg önéletrajzi elemekből állt. A mű második kötete 1935-ben készült el. „Új könyvemben az irodalom mostohagyermekének alakját kívántam ugyanilyen lelkiismeretes objektivitással megrögzíteni, a polgárét, amelyet a modern irodalom jóformán még annyira sem tud komolyan venni, mint mondjuk a francia bohózatok írói a felszarvazott férjet…” – nyilatkozta az első kötet megjelenésekor. E műve tulajdonképpen a polgárság kritikája és újraálmodása volt.
Amikor 1935 januárjában a világhírű író, Thomas Mann ellátogatott Budapestre, Márai volt az egyik, aki az írót a budai Várban kalauzolta, ezen kívül vezércikkben üdvözölte nagy „kollégáját”.
Az év augusztusában és szeptemberében Lolával Londonban tartózkodtak. Ottani élményeit később a Napnyugati őrjáratban foglalta össze.
1936-ban Kabala címmel cikkgyűjteményt jelentetett meg; a műbe elsősorban filozofikus publikációit válogatta be, csakúgy, mint később a Napnyugati őrjáratban. A könyv többek között az írók szerepét firtatta. (Ez a téma – egyébként – Márait élete végéig elkísérte.) „Egyszer mégis az írók csinálnak majd harminc országból Európát, az írók, a lélek aggályos kalandorai, az összes fináncok ellenére. Nehéz lesz!” – írta.
Hogy íróként eleget tegyen az „Európaegyesítésnek”, tagja lett a La Fontaine Társaságnak, amelynek elsődleges célja a különböző nemzetek szellemi együttműködésének elősegítése volt. Otthagyta az Újság című lapot, és a kor legrangosabb napilapjának, a Pesti Hírlapnak lett a munkatársa, ahol a Vasárnapi Krónikát és a Tegnap és Ma rovatokat szerkesztette 1944-ig.
1937-ben A féltékenyek című kétkötetes művével folytatta termékeny írói pályáját. A könyvben továbbfűzte a Zendülőkben szereplő Garrenek családtörténetét. Februárban a Kisfaludy Társaság tagjává választották. 1938 őszén nagy öröm érte, amikor a Felvidék egy részét (Kassával együtt) az első bécsi döntés értelmében visszacsatolták Magyarországhoz. A magyar csapatokkal, lapja tudósítójaként, visszatért szülőföldjére.
Az óriási örömöt hatalmas tragédia követte: 1939. február 28-án fia született, Kristóf Géza Gábor, néhány héttel születése után azonban a gyerek vérzékenységben meghalt. Ez Márait mélyen megviselte, állítólag hónapokig meg sem szólalt ezután. Később az Egy kisgyermek halálára című versében próbált gyászával szembenézni. Nevét hivatalosan abban az évben magyarosíttatta.
A második világháború kitörését elkeseredetten fogadta. Így írt Búcsú című, a Pesti Hírlapban megjelent cikkében: „Most, amikor sötétedni kezd a drága táj fölött, mely második hazám volt, s melynek földrajzi neve Európa: behunyom szemem, hogy jobban lássam egy pillanatra, s nem akarom elhinni, hogy ez a búcsú. Nem akarom elhinni, mert láttam, nem is olyan régen, tegnap vagy tegnapelőtt, amint éppen ocsúdott a háború aléltságából, székesegyházain még javították avatott kezek a roncsolt díszeket és remekműveket, a kórházakban még gyógyították a rokkantakat és sebesülteket; nem akarom elhinni, mert hallom még az államférfiak, politikusok, írók, papok, népszónokok fogadkozásait, amint hitet tesznek a tömegsírok fölött, hogy soha többé.” Majd a cikket így fejezi be: „…s amíg élek és szólalni tudok, hinni akarom, hogy az értelem és a szolidaritás ereje hatalmasabb, mint az ösztönök rémuralma.”
1940-ben adta ki az úgynevezett Krúdy-regényt Szindbád hazamegy címmel. Ez a könyv igazi stílusbravúr volt, olyan, mintha maga Krúdy Gyula írta volna. Ezzel a művel mesterének állított örök emléket. A könyvben egy vágyott világ, a régi Magyarország elevenedik meg, amely már csak az emlékekben élt.
Márai tehetségére az akkori színházak is felfigyeltek. 1940 októberében mutatták be Kaland című színdarabját, amelynek alapját a Rendelés előtt című novellája képezte. Színpadra viteléhez saját maga dolgozta át a művet, néhány hét alatt. Eleinte a bukástól tartott, ám a darab páratlan sikert aratott; összesen 351 alkalommal játszották a Kamaraszínházban. Ezt a színművét a Magyar Tudományos Akadémia Vojnits-díjjal jutalmazta.
Következő műve a Kassai őrjárat 1941-ben jelent meg. „A háborús felelősség kérdését akarom benne megfejteni, mélyebb alapokhoz nyúlva a szokásosnál. Ez a munka mintegy folytatása lesz a Napnyugati őrjárat című könyvemnek” – mondta. „A polgár és a polgári rend az emberi együttélés egyik legértékesebb, leghasznosabb, magasrendű terméke, mindaddig, amíg alkotó és hősies. A papucsos polgár, aki rádiót hallgat, szidja az adókat és a prolikat, nem eszménye senkinek […] Az igazság annyi, hogy az írók nem mondták ki a válságos pillanatban megfelelő erővel a varázsszavakat […] Az író a mérték.”
Mágia című novelláskötetében ars poeticáját adta közre: „…Felfedeztem, hogy az írás mágia. […] Nem hibbantam meg. […] Keverék szóból, álomból, jelképből, érzésből, keverék, bűvös jegyek egyvelege, melynek visszaható ereje van az életre, éppen úgy, ahogy az életnek szóalkotó, jelkép-elevenítő ereje is van.”
Az év folyamán viharos, házasságon kívüli szerelmi kapcsolatot folytatott Mezey Mária színésznővel.
1942 Márai egyik legtermékenyebb éve volt: megjelent az Ég és Föld epigramma-gyűjteménye, a Röpirat a nemzetnevelés ügyében című esszéje, amely akkoriban nagy port vert fel, s miatta rengeteg támadás érte. Sokak szerint az írás a tömegek manipulálhatóságáról szól, de a háború utáni nevelési feladatokat is megpróbálta felvázolni: „Európa legjobb szellemeinek meggyőződése, hogy a bolsevizmus nem lehet az occidentális tömegek életformája” – írta. „A magyarságnak meg kell vizsgálnia igazi helyzetét a népek között, meg kell mérni erejét.” Az esszé megjelenése után politikai és pedagógiai szinten egyaránt támadták. Kodolányi János is erősen bírálta az írást. Visszavágásként Márai azt bizonygatta, hogy Kodolányi – népi íróként – híján volt az „eredendő esztétikai tudásnak”, és így nem tudta hitelesen megítélni a művet.
Még ebben az évben írta meg talán legismertebb regényét A gyertyák csonkig égnek címmel; ugyanekkor A kassai polgárokból készült drámát is színpadra vitték. Májusban az MTA levelező tagjává választotta. Novemberben részt vett egy írókonferencián, Lillafüreden, aminek célja az volt, hogy megvitassák az írók feladatát a háború alatt. Márai élete végéig vallotta, hogy az íróknak kulturális küldetésük van a Földön. E korszak regényei és színművei rendkívül népszerűvé, és elismertté tették Márai Sándort, itthon és külföldön egyaránt. Erre a sikersorozatra 1943-ban egy súlyos ideggyulladás vetett árnyékot, amely több hónapra ágyba kényszerítette. Ennek ellenére folytatta írói munkáját.
December 6-án megválasztották a Magyar Tudományos Akadémia rendes tagjává. Megírta Füves könyvét, majd közreadta a Pesti Hírlapban Vasárnapi Krónika címen megjelent írásainak gyűjteményes kötetét, valamint a Sirály című művét is.
A német csapatok 1944 tavaszán megszállták az országot. Feleségével március 23-án elhagyták Pestet és Leányfalura költöztek. Naplójában a következőket írta: „Mintha március tizenkilencedikén eltört volna bennem valami. Nem hallom a hangom; mint amikor egy hangszer megsiketül; azt mondják, fából készült hangszerekkel megesik ilyesmi.” Leányfalura magukkal vitték Lola húgát, Jacquline-t, és annak két gyermekét, Ivánt és Ágit. Itt találkozott először Babócsay Jánoskával, később örökbe fogadott fiával is. A kisfiú ekkor kb. hároméves volt. Így emlékezett vissza a találkozásra: „Látom a hároméves, szőke gyereket, amint a leányfalusi kertben elém áll és bemutatkozik. L. rendezte a bemutatkozást.”
Néhány hét után Losoncra mentek, valószínűleg azért, hogy megpróbálják Lola apját kiszabadítani a kassai gettóból. Tervük nem sikerült: „X-et deportálták Lengyelországba.” – írta.
Többen felajánlották Márainak, hogy kijuttatják az országból, azonban ezeket az ajánlatokat rendre visszautasította.
A nehézségek ellenére folytatta az írói munkát: 1943-ban megkezdett első naplóját, a Verses könyv első darabjait, majd harmadik színművét, a Varázst is. A szövetséges bombázások alatt lakása gyakorlatilag teljesen elpusztult, ezért családjával a II. kerületbe költözött, itt laktak egészen 1948 augusztusáig.
A háború által elszenvedett csapások idején Márai számára a líra volt a menekülés, az önkifejezés legjobb eszköze: Egy kisgyermek halálára című versében fia elvesztését siratta meg, a Halotti beszédet az emigrációs létről, a Mennyből az angyalt pedig 1956-ról írta.

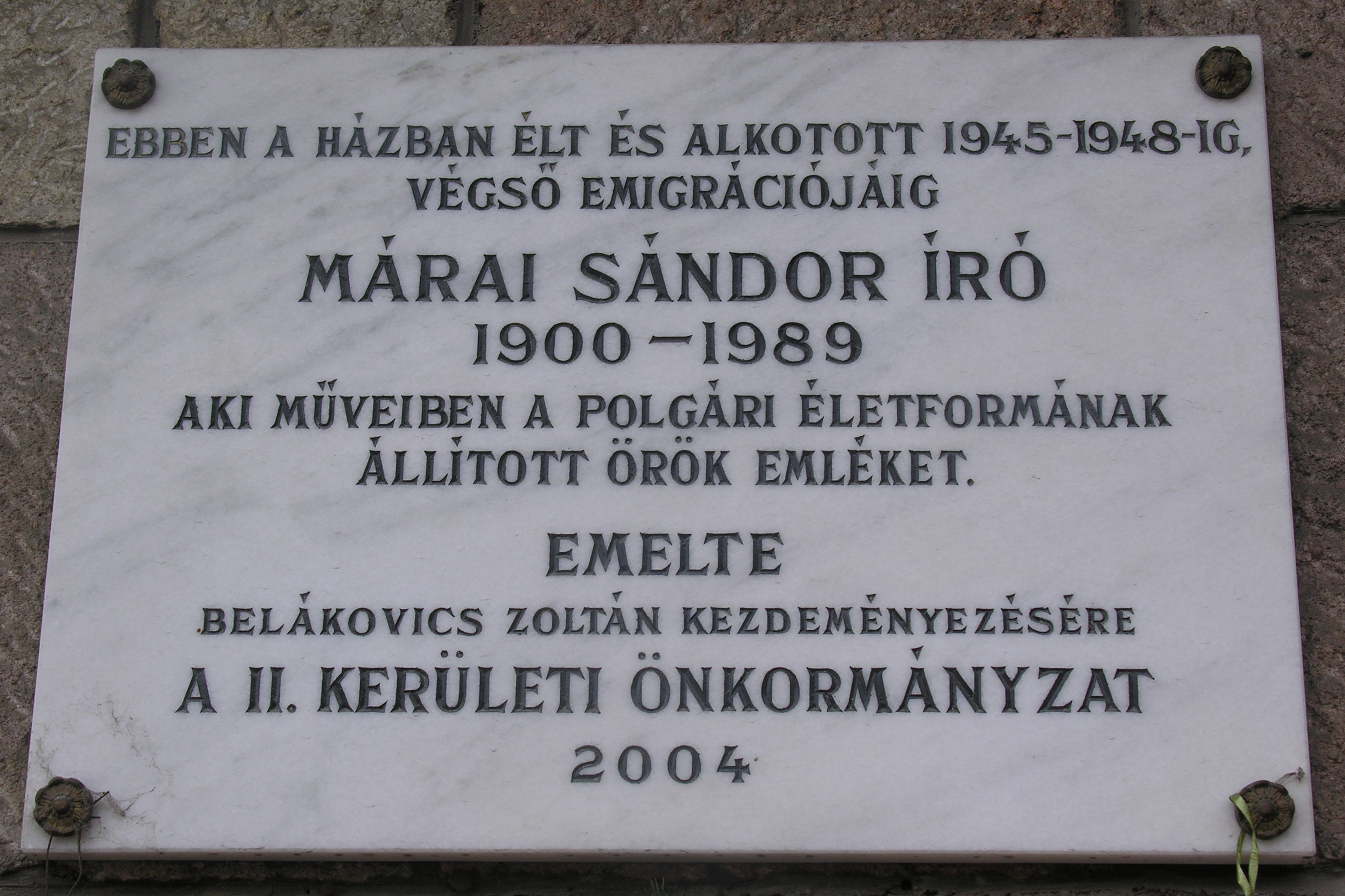
Márai Sándor emléktáblája utolsó magyarországi lakhelyén, Budapesten a Rómer Flóris (egykori Zárda) utca 28. szám alatt

Az ország helyzetét nem látta tragikusnak a világháború után, azonban érezte, „új rend” fog kialakulni az országban. Első naplójában a függetlenség elvesztésének gondolata fogalmazódik meg benne: „Egyelőre csak annyi bizonyos, hogy Budapest, a városok pusztulnak, s az ország nemzeti léte kérdéses, ha az oroszok nem megegyezéses alapon érkeznek, hanem a fegyver jogán, mint győztesek egy hadszíntérre…” Ugyanebben a művében írja le, hogy nem hisz az új világban, az új rendben, mert valami megszűnt és ebben már nem tud élni: „…elmenni innen, mihelyst lehet. Ha élek még, ha lesz erőm és módom elmenni innen. Magyarul írni, odakünn is, a magyarság neveléséért dolgozni. De elmenni innen. Nem titkolom: megsértettek.”
Ezek a gondolatok valószínűleg a zsidósággal történt tragédia, a nemzet erkölcsi válsága, valamint a szovjet ideológia és kultúra hatására születtek. Úgy gondolhatta, hogy a kibontakozó szovjet elnyomás alatt nem létezhet igazi magyar irodalom: „A magyar irodalom nagy volt, nagyobb volt, mint a nemzet.”
Még az ország elhagyása előtt megfogalmazta az otthontalanság gondolatát 1945–57-es Naplójában: „Minden háború után vannak témák, melyek élnek, sarjadzanak a levegőben […] Most ilyesféle személyfölötti, általános téma lesz az európai irodalomban az otthontalanság.”
Az 1945-ös év folyamán viharos, házasságon kívüli szerelmi kapcsolatot folytatott Tolnay Klári színésznővel.

### Európai emigráció (1948–52)
1948-ban döntő lépésre szánta el magát a Márai család: augusztus 31-én elhagyták az országot. A Keleti pályaudvarra senki sem kísérte ki őket. Választásán több évet töprengett.
Útjuk előtt Jánoskát örökbe fogadták. Először Svájcba mentek, egy értelmiségi találkozó végett, de 7 hét után Olaszországban, a campaniai Posillipóban (Nápoly elővárosa) telepedtek le. Naplójában megemlíti, hogy a hely teljesen olyan, mint a Rózsadomb. Minden fontos budapesti helyszínnek (pl.: a Margit-szigetnek és a Lukács fürdőnek) megpróbálták megkeresni az ottani megfelelőjét. Az írást továbbra sem hagyta abba; 1949-ben befejezte az Egy polgár vallomásai harmadik részét, amely később a Föld! Föld! címen jelent meg.
Sorsukat több, nyugaton megjelent újság figyelemmel kísérte, a Nyugati Hírnök és a Hungária naprakészen tudósított, mi történik a Márai családdal. Novemberben megjelent az íróval egy interjú a Szabadság című clevelandi lapban. Ebben arról kérdezték, hogy szerinte mi a magyar emigráció feladata a magyarsággal kapcsolatban, s erre a magyarok előítéletek nélküli megismertetését és a magyar nyelv megmentését jelöli meg. „Megvannak az imáink, megvan a nyelvünk, él a nemzet – mondták és igazuk volt (a zsidóknak, amikor a rómaiak után a romok alól kikaparták megmaradt tekercseiket). Így kell nekünk is átmentenünk a nyelvünket, és ez, csakis ez dönti el majd népünk sorsát.
Utóbbi gondolata a száműzetésben eltöltött 41 év ars poeticája lett; ez visszhangzik a Halotti beszédben is: „Nevedről lehull az ékezet.”
Olaszországban barátjuk, Paulay Erzsi és férje, a diplomata Vittorio Cerruti segítette őket – többek között elintézték, hogy ne kelljen az emigránsoknak fenntartott táborban lakniuk. Azonban Olaszországgal kapcsolatban kétségei támadtak, mivel meggyőződése volt, hogy kitör a harmadik világháború, és akkor ő a szovjetek kezére fog kerülni.
Itáliában ez idő tájt azzal vigasztalta magát, hogy ő ott mégsem emigráns, hiszen európaiként otthon van. Azonban arra is rá kellett döbbennie, hogy külhonban nem lett kinek írnia. Nem volt se közönsége, se olyan emberek, akiket gyűlölhetett volna. Kezdte körülvenni az elveszettség érzése, hiszen hivatását – az írást –, ami az életet jelentette számára, kezdte elveszíteni.
Az emigrációba kényszerült keserű és kilátástalan életérzése egyre erősödött. Ennek eredményeként 1951-ben megszületett első emigrációval kapcsolatos írása, a Halotti beszéd című verse, amely a magyar líra egyik legkiemelkedőbb alkotása. A cím a legelsőként megmaradt magyar nyelvű műre és Kosztolányi költeményére is utal. A vers az emigráns magyarok körében rendkívül népszerűvé vált.

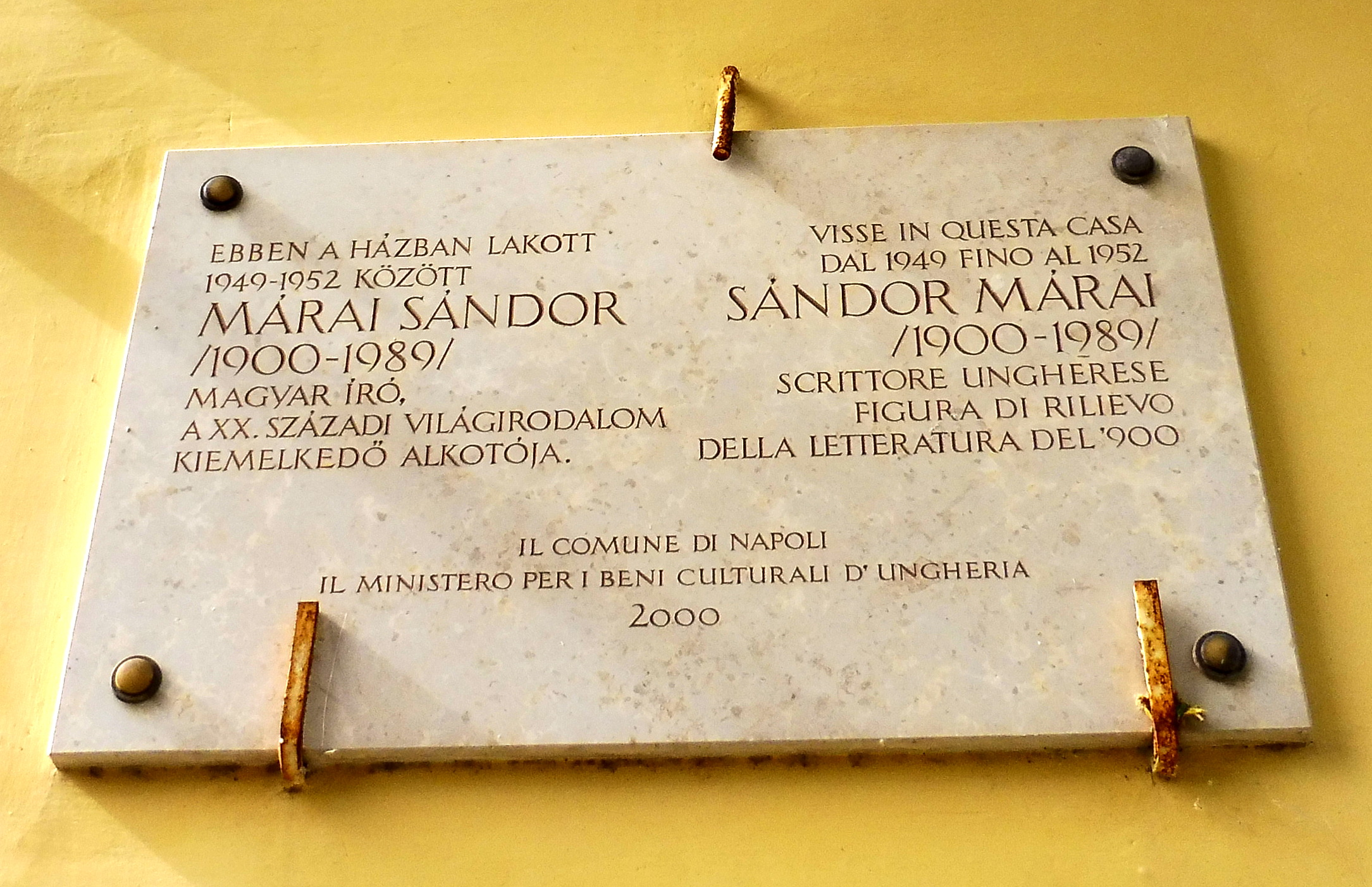
Márai Sándor Nápolyban a Villa Ricciardiban lakott, ott írta a Halotti beszédet. Az épület mára romossá vált, ezért emléktáblája a szemközti ház falára került (Nicola Ricciardi 7. szám)

| „ | Látjátok, feleim, szem’tekkel mik vagyunk Por és hamu vagyunk Emlékeink szétesnek, mint a régi szövetek. Össze tudod még rakni a Margitszigetet? ... Már minden csak dirib-darab, szilánk, avitt kacat A halottnak szakálla nőtt, a neved számadat Nyelvünk is foszlik, szakadoz és a drága szavak Elporlanak, elszáradnak a szájpadlat alatt | ” |
|   | |   |

Három évvel később a kommunista rezsim Tamási Áronnal íratott kritikát a versről a Művelt Nép című lapban. Márai így reagált erre: „Otthon versekben, rádióüzenetekben, cikkekben válaszolnak most a Halotti beszéd című versre. Nyilván elrendelték otthon a kommunisták ezt a koncertet: így bizonyítják, hogy aki elmegy hazulról, elsorvad a honvágytól. Ez részben igaz is; de annak, hogy elmentem hazulról, a kommunisták voltak az okozói. Ha ők nincsenek, ma nincs honvágyam.”
Ez az elveszettségérzés egészen 1951 októberéig tartott, amikor is csatlakozott a Szabad Európa Rádióhoz; itt minden héten a Vasárnapi Krónikából olvasott fel, és így egyfajta szellemi légi hidat vert elhagyott hazájával. Mint a magyarok lelki társa öntötte honfitársai szívébe a bátorságot és a kitartást az éteren át, éveken keresztül. Karácsonykor a SZER A kassai polgárok rádióváltozatát közvetítette. Kezdő sora emlékeztetőül szolgált az egész magyar emigráció számára: „Mindig nyugatra menj. És ne feledd soha, hogy keletről jöttél.”

### Amerikai emigráció (1952–67)
Márai feleségével 1952-ben végül elhagyta Itáliát, és New Yorkba költözött. A kontinensváltás végső okait állandó levelezőpartnerének, Paulay Erzsinek írja meg 1951. február 26-án kelt levelében: „Az én elmenetelemnek innen egyetlen igazi értelme van: ki kell lépnünk az emigráció státusából. Akármilyen angyaliak itt hozzám, az igazság mégis az, hogy rendőri felügyelet alatt éldegélő hontalan vagyok. Ez a felügyelet nem lehet tapintatosabb, emberibb, mint amilyen, de mégis az. És ez az állapot nem jövő a kisgyereknek. Változtatni itt nem tudok rajta.”
Első, emigrációban írt regénye a Béke Ithakában ebben az évben jelent meg.
Az anyanyelvtől és a hazától való elszakadás az írót nagyon megviselte, nem érezte magát otthon Amerikában. Hiányzott neki az európai kultúra, a gyökerek, a környezet, amiben élt. A következőket jegyezte fel naplójába: „Tizedik hónapja élek itt és nem vagyok egészséges; az epém, a gyomrom lázadozik; a napot üresnek érzem, dolgozni nem tudok – én, aki minden élethelyzetben tudtam dolgozni eddig, az ostrom idejében is! Mi az, amit nem bírok Amerikában? Nincs más válasz, csak ez: a lélektelenség. „Új hazát nem lehet keresni. Csak pénzt lehet keresni, s a pénz birtokában tartózkodási helyet” – fűzte hozzá.
Ennek ellenére megpróbálta elfogadni, hogy már nincs visszaút, hozzá kell szokni az új környezethez. „Idegen országban az immigráns vagy emigráns érzelmi menetrend szerint rendezkedik be. Az első év: a lázadás. Kelepcébe estem stb. második év: menekülési tervek. (Chilében jobb stb.) harmadik év: összecsuklás, rezignáció. (Megnéztem az itteni temetőt, itt fekszem majd stb.) De aztán elkövetkezik a negyedik év, amikor az emigráns felébred az idegen országban, nyújtózik, ásít, szemét dörzsöli, és közömbösen ezt gondolja: Csakugyan olyan rossz itt?…”
1956-ot mindvégig figyelemmel kísérte. A Szabad Európa Rádión keresztül mondta el gondolatait az eseményekről. Reménykedve, hogy hazája felszabadul a szovjet megszállás alól, november 6-án Európába repült. Sajnos amikor november 7-én megérkezett Münchenbe, addigra a nemzet sorsa már eldőlt. Ekkor hatalmasat csalódott a nyugati hatalmakban, amiért nem nyújtottak segítő kezet a bajban. Később, az 1960-as és ’70-es években ezért nem költözött vissza Németországba, Franciaországba vagy Angliába. A forradalom leverése után pár hétre Olaszországban maradt. Később New Yorkból a Szabad Európa Rádión keresztül a „Mennyből az angyal” című versével üzent a magyaroknak.
Mennyből az angyal menj sietve

Az üszkös, fagyos Budapestre.

Oda, ahol az orosz tankok

Között hallgatnak a harangok

Ahol nem csillog a karácsony.

Nincsen aranydió a fákon,

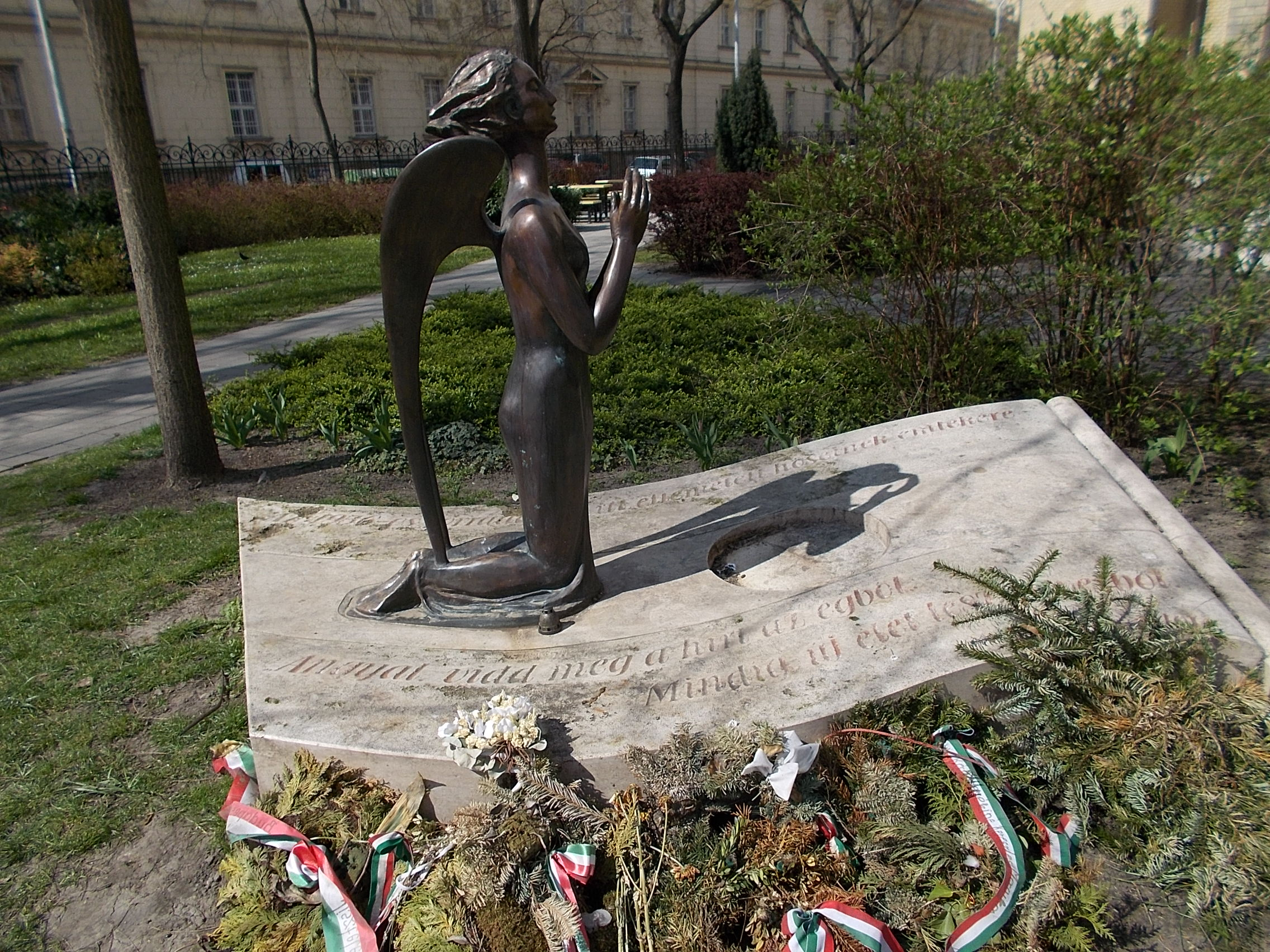
Az 1956-os forradalom emlékműve (Budapest VII., Rózsák tere) talpazatára vésett idézet a Mennyből az angyal című verséből

Nincs más, csak fagy, didergés, éhség.

Mondd el nekik, úgy, hogy megértsék.

Szólj hangosan az éjszakából:

Angyal, vigyél hírt a csodáról.
1957-ben, ötévi tartózkodás után, megkapta amerikai állampolgárságát. A következő évben jelent meg a Napló 1945–57 az Occidental Press (USA) kiadásában. Ezzel a kötettel az író elmondta, miért hagyta el szülőföldjét, és bemutatta az emigráció kezdeti időszakának keserveit.
Az 1960-as években kevés könyve jelent meg; írás helyett inkább kirándulásokat tett Franciaországba és Olaszországba.
1965-ben újra megjelentette a San Gennaro vére című regényét, amely 1000 számozott példányban jelent meg, New Yorkban. (Ez a mennyiség az amerikai magyarok körében kevésnek bizonyult.) A „Nagy Almában” továbbra sem élt szívesen, nem találta önmagát. Szőnyi Zsuzsának – másik állandó levelezőpartnerének – így vall erről: „A valóság, hogy nem köt ide semmi – ugyanakkor nem lennék őszinte, ha azt mondanám, hogy nagyon húz máshová valami.”
1967-ben végrendeletet készített, amelyet magnóra vett fel családjának azt illetően, hogy mi történjen a kézirataival halála után. Ebben arra kérte Lolát, ha az oroszok végre elhagyták az országot, és megtartották a demokratikus választásokat, vegye fel a kapcsolatot az MTA-val és helyezze letétbe náluk a kéziratokat, addig amíg – mint örökös –, nem kíván velük rendelkezni. Ironikus módon Márai túlélte feleségét és nevelt fiát egyaránt.

### Újra Európában (1967–79)
Ugyanebben az évben visszamentek Olaszországba, és Salernóban telepedtek le. Májusban befejezte együttműködését a SZER-rel, de ennek pontos okaira nem derült fény. Feltételezések szerint a szakításra részben anyagiak miatt került sor: a Márai által kért összegeket nem adták meg neki, másrészt a magyarországi politikai helyzet konszolidálódott. Miután a SZER tűrt kategóriába került, számára elmúlt a kezdeti izgalom és lendület.
A következő években több, történelmi környezetbe ültetett művet jelentetett meg; ezek jórészt az önvizsgálat regényei: az Ítélet Canudosban a lázadásé, a Rómában történt valami a megalkuvásé, az Erősítő a megtérésé, a Harminc ezüstpénz az árulásé. A művekben felvetődik a kérdés: megfelelt-e a főhős az elvárásoknak, a hatalom, az üldözés és az árulás légkörében? 1972 szeptemberétől negyedévenként felolvasásokat küldött a kölni Deutsche Welle rádióba. A tematika tulajdonképpen ugyanaz volt, mint a SZER-nél: jegyzeteket, kritikákat küldött, valamint napi eseményeket kommentált. 1975-ben ellátogatott az Amerikai Egyesült Államokba. Egy évvel később megjelent következő naplója: a Napló 1968–75.
A delfin visszanézett c. verseskötetét 1978-ban adták ki. Közben itthon a Gyulai Várszínház színre akarta vinni A kassai polgárokat, de ez a bemutató előtt pár héttel meghiúsult, mivel Márai nem engedte meg, hogy bármelyik művét is (az ismert feltételek teljesülése előtt) bemutassák hazájában.

### Sereghajtó évek és halála (1980–89)
1980-ban feleségével visszaköltöztek az Egyesült Államokba, San Diegóban telepedtek le. Egy évvel később már Magyarországon is tárgyalni kezdték Márai műveinek kiadását. 1984-ben fejezte be újabb naplóját, a Napló 1976–83-at.
1985-től sorozatos családi tragédiák érték: elvesztette Kató húgát, majd Gábor öccsét. Felesége ekkor már félig vak – Márai napjai ekkor már főleg csak neje ápolásával teltek – Lola 1986. január 4-én halt meg. Az asszonyt elhamvasztották, és az író csónakból az óceánba szórta a hamvait. A csernobili atomerőmű-baleset kapcsán élesen bírálta, hogy a glasznoszty ellenére a szovjet vezetés megpróbálta eltussolni, veszélyességét agyonhallgatni. A sok tragédia hatására fogalmazódott meg benne az öngyilkosság gondolata: „Két hét előtt vettem itt egy kézifegyvert” – írta utolsó naplójában. Az év november 26-án elveszítette Géza öccsét, a híres filmrendezőt is. Halálát így összegezte: „Emigráns volt, esztendő előtt hazaköltözött. Hazament meghalni. Vagy hazament és belehalt.”
1987-ben már szinte remete módjára, magányossága és előrehaladott rákbetegsége miatt mély depresszióban élt. Látogatókat már alig fogadott. Szőnyi Zsuzsának ezt írta: „Magányosan élek. János és családja egy autós óra távolságban vannak tőlem, segítőkészek, gyakran látom őket. Máskülönben mintha barlangban élnék, ahová csak denevérek tévednek. Ez nem is lehet másképp. Öreg korban dönteni kell, mit kezdjünk a magányossággal. Talán helyesebb egyedül magányosnak lenni, mint társaságban. De az öregség így is probléma.”
A testi megpróbáltatásokat erős lelki fájdalom is követte, amikor nevelt fia, János is meghalt. Fia halálát igazi támadásnak fogta fel. „Nem tudok most számot adni erről a sorscsapásról. […] Lola úgy képzelte, ha egyikünk elmegy, János majd vigyáz az itt-maradottra. Nem így történt.” – írta egy levelében egyik barátjának.
1988-ban többen (Magyar Tudományos Akadémia, Magyar Írók Szövetsége) is megkeresték műveinek újrakiadása ügyében, azonban ő ezt rendre visszautasította. Felmerült benne a hazatérés gondolata, azonban orvosai nem ajánlották az utazást.
1989. január 15-én kézírással írta meg utolsó naplóbejegyzését: „Várom a behívót, nem sürgetem, de nem is halogatom. Itt az ideje.” Végül február 21-én egy pisztolylövéssel tett pontot életére. Hamvait kívánságára a Csendes-óceánba szórták.
Márai után három mostoha lányunoka maradt: Lisa, Sarah és Jennifer Márai, akik az Egyesült Államokban élnek. Mivel nem tanították meg őket magyarul, soha nem tudták megérteni nagyapjuk életművét.

### Emlékezete

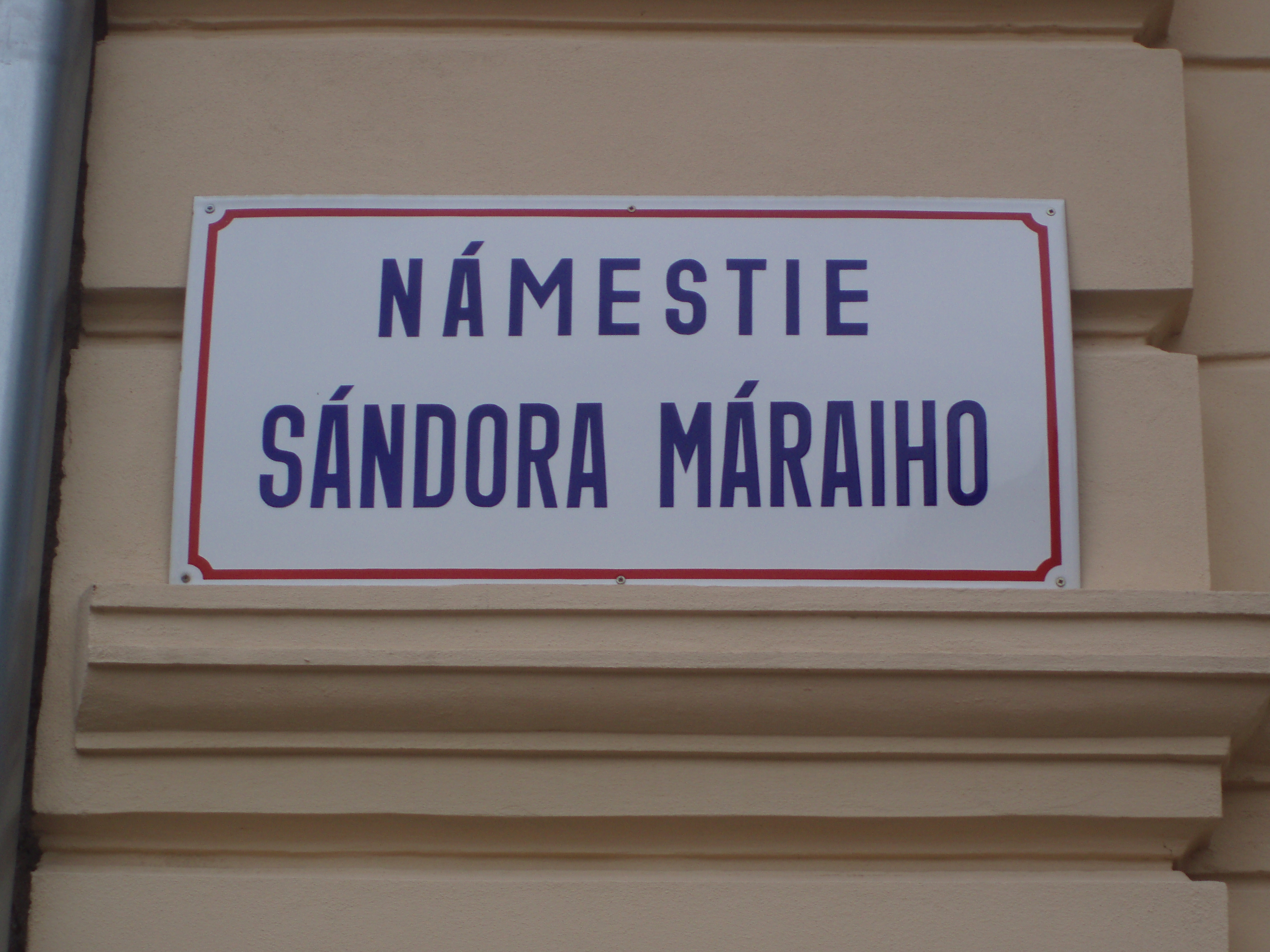
A kassai Márai Sándor tér utcanévtáblája (Kassa)

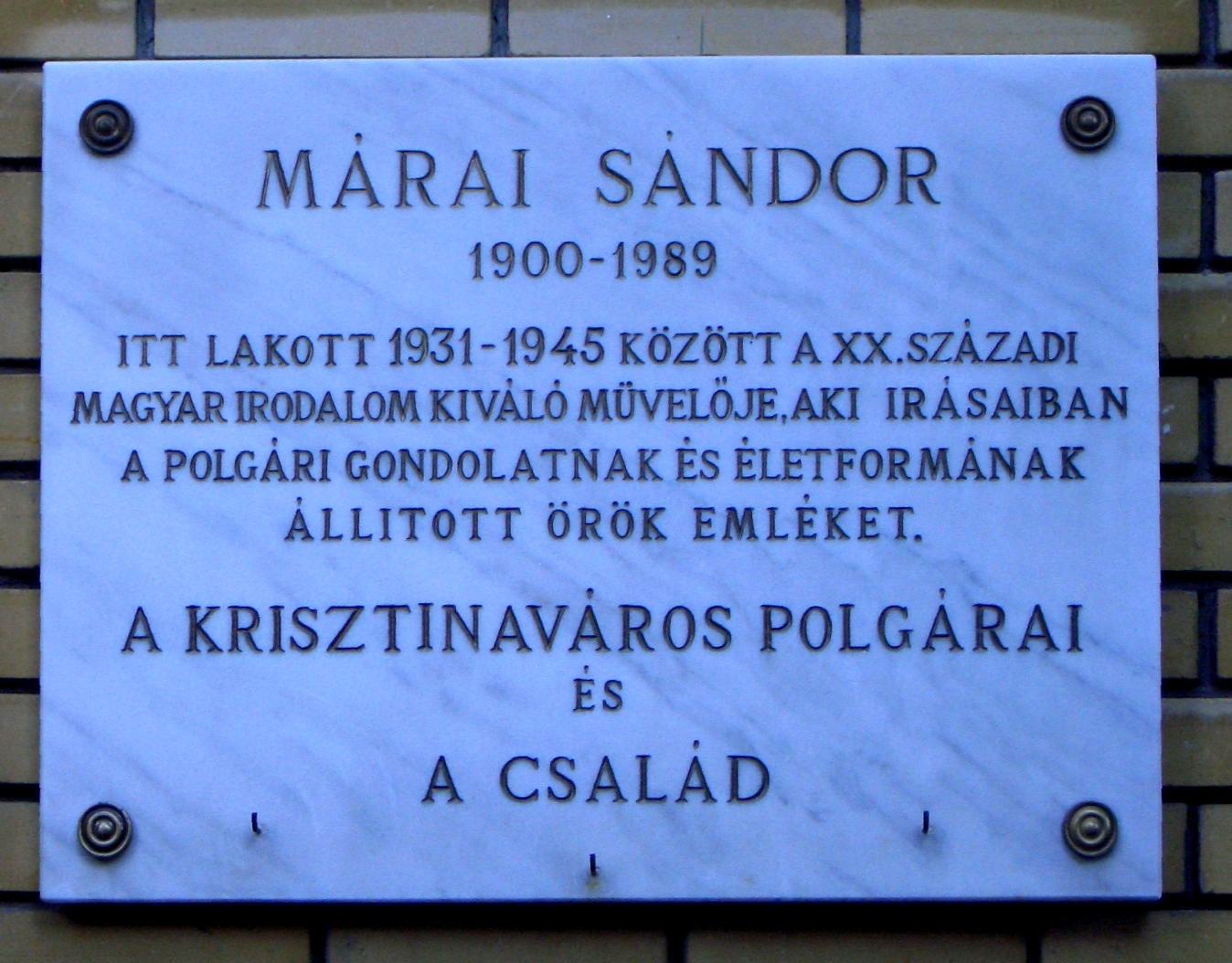
Emléktáblája:
Budapest, Mikó utca 9.

Fontosabb események az író halálát követően:
- 1989

Szeptember: Márai akadémiai tagságának visszaállítása
- 1990

Megalakul a Márai Alapítvány Pozsonyban
Március 15.: posztumusz Kossuth-díjjal jutalmazzák
Június: az Ünnepi Könyvhétre megjelenik a Napló 1943–44 és A gyertyák csonkig égnek első, újra kiadott változatai
Posztumusz Fitz József-könyvdíjat kap
- 1991

Március 22.: emléktábla-avatás a Márai család egykori házánál Kassán
- 1992–1995

Franciaországban megjelenik a Zendülők, az Egy polgár vallomásai, a Vendégjáték Bolzanóban, A gyertyák csonkig égnek
- 1995

Szeptember 15.: emléktábla-avatás a Mikó utcában (Krisztinaváros)
December: Márai Sándor-díj alapítása
- 1996

Posztumusz Magyar Örökség díjat kap
Január 22.: az első Márai-díjak kiosztása. Díjazottak: Bodor Ádám, Kertész Imre és Mándy Iván.
- 1997

Szeptember 22.: hazaérkezik Budapestre a Márai-hagyaték a Petőfi Irodalmi Múzeumba
- 1998

Április-december: A gyertyák csonkig égnek eladása meghaladja a 100 000-et Olaszországban
Május 8.: Kassán a család egykori házában megnyitják emlékszobáját
A Frankfurti Könyvvásár legnagyobb sikere A gyertyák csonkig égnek
- 2000

A Márai-centenárium alkalmából állandó kiállítás nyílik a Márai-emlékszobában Kassán
Németországban több könyve (A gyertyák…, Eszter hagyatéka, Egy polgár vallomásai) hatalmas sikernek örvend
Szeptember 28.: egykori nápolyi otthonán emléktáblát avatnak
November 24.: a Magyar Tanítási Nyelvű Gimnázium és Alapiskola Kassán Márai Sándor nevét veszi fel
December: posztumusz Magyar Művészetért díj odaítélése
Április 11.: a Mikó utcában felavatják szobrát
Bécsben és Berlinben nagy sikerrel játsszák A gyertyák csonkig égnek színpadi változatát
A németországi könyveladások elérik az egymilliós példányszámot
- 2004

Április 19–20.: Márai–konferencia Cambridge-ben öt ország előadóinak részvételével
Május 15.: Márai-emlékművet avatnak San Diegóban
Szeptember 24.: emléktábla avatás a Rómer Flóris (az egykori Zárda) utcában
Október 21.: felveszi nevét a Fővárosi Szabó Ervin Könyvtár Krisztina körúti fiókkönyvtára
December 11.: életnagyságú szobrának felállítása Kassán
- 2005

Július: megjelenik Olaszországban A gyertyák csonkig égnek 35. kiadása
December: salernói székhellyel megalakul a Márai Sándor Társaság
- 2006

Január 31.: a 37. Magyar Filmszemlén bemutatják A gyertyák csonkig égnek filmváltozatát
Február 15.: Londonban bemutatják A gyertyák színpadi változatát Jeremy Irons főszereplésével
Október 13–15.: Márai-szobor avatása Salernóban
- 2009

Február 22.: az író halálának huszadik évfordulója alkalmából a San Diegó-i Balboa Parkban bronzplakettet állítanak fel
- 2013

Március 9-én a Kossuth rádió Szombat reggel című műsorában Czipott Péter, Kaliforniában született, ott élő műfordító Molnár Pálnak adott interjújában közhírré teszi, hogy ő és alkotótársa, John Ridland Balassi Bálint-emlékkarddal 2010-ben kitüntetett műfordító angol nyelvre átültettek 270 Márai-verset, és ezt a londoni Alma Books kiadó ősszel, kétnyelvű változatban, kiadja. A kötet címe: Hervadó világ. Angolul: The Withering World.
Október 12-én a Kossuth Rádió Szombat reggel című műsorában Czipott Péter, Kaliforniában született, ott élő műfordító Molnár Pálnak adott interjújában nyilatkozik arról, hogy október 9-én Londonban Fischer Tibor angliai magyar íróval bemutatták a tavasszal beharangozott, Hervadó világ című, kétnyelvű verseskötetet.
- 2014

Október 9-én az Armel Operaverseny és Fesztivál keretében a Szegedi Nemzeti Színház operatársulata Budapesten, a Zeneakadémia Solti György-termében ősbemutatóként előadja Marco Tutino Le braci c. operáját, mely a A gyertyák csonkig égnek c. regényből készült.
- 2019

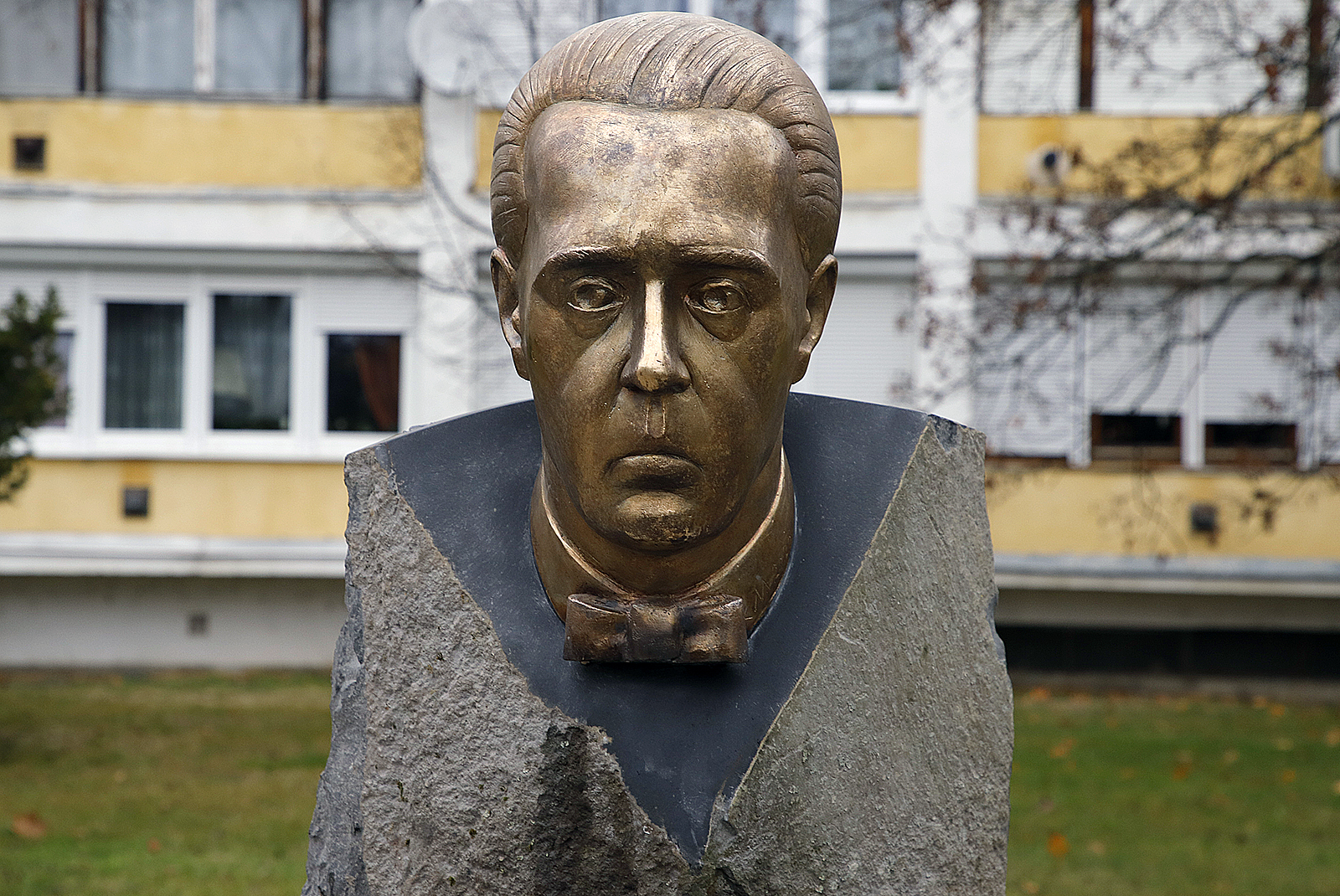
Kocsis Miklós szobrászművész alkotását az újpesti Szent László téren állíttatta fel Szabó Balázs önkormányzati képviselő az író születésének 120. évében

Esztergomban az író halálának harmincadik évfordulóján emléktáblát avattak a róla elnevezett közben.
- 2020

Születésének 120. évében Újpesten, a Szent László téren állíttattak szobrot emlékére. Kocsis Miklós szobrászművész fekete andezittömbön álló, bronzból készült Márai-fejszobrát Szabó Balázs önkormányzati képviselő adományozta városának és avatta fel 2020. november 25-én. A szobrot adományozó képviselő az avatóbeszédében kifejtette: „Ez a szobor Újpest polgárait is folyamatosan emlékeztetni kívánja a műveltséget, a tudást, a lelkiismeretet és a szabad gondolkodást is magába olvasztó örök polgári eszményre. Márai annak a polgári eszménynek a jegyében élt és alkotott, amely a tudás növelését, a műveltség rendíthetetlen gyarapítását, a morált és a tisztességet, a bátor véleményalkotást, az elnyomó rendszerekkel szembeni kiállást, az önzetlenség és a lemondás művészetének elsajátítását, és a – fentieket mind magába foglaló – hazaszeretetet jelentette.”
- 2023

Salernóban, ahol 1967 és 1979 között lakott, újra szobrot állítottak tiszteletére. Az előzőt ismeretlen tettesek ellopták. Kocsis Miklós szobrászművész alkotását a város tengerparti sétányán (Lungomare di Salerno), a Piazza 25 Aprile téren avatták fel 2023. június 23-án.

## Műveinek fogadtatása

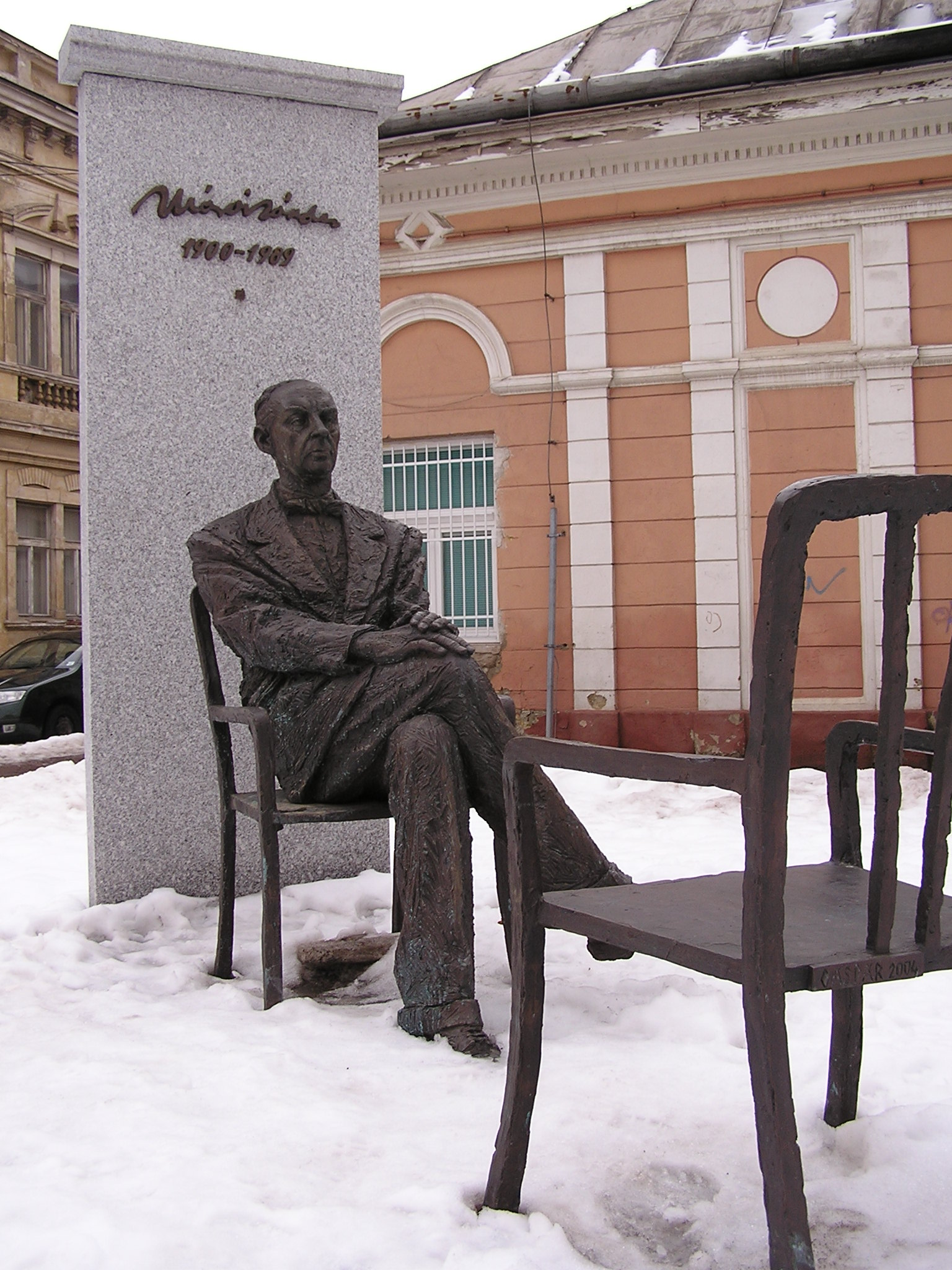
Márai szobra Kassán (Gáspár Péter alkotása, 2004)

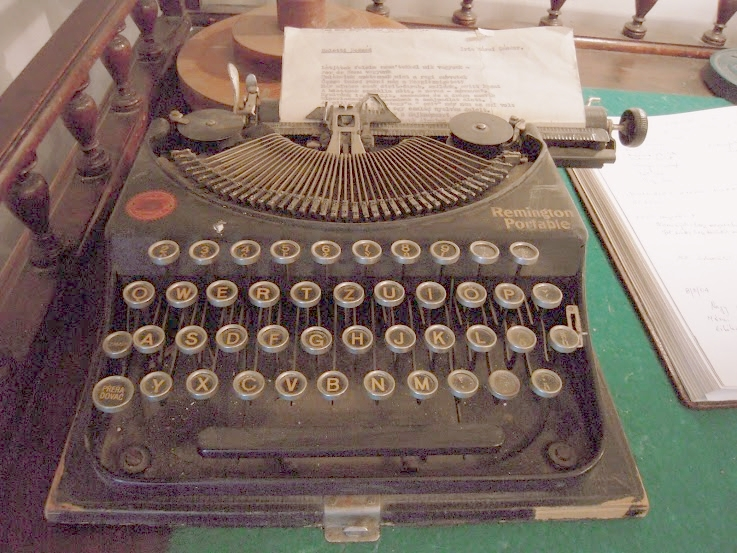
Márai Sándor írógépe, Kassán

A kommunista kultúrpolitika 1948-tól igyekezett Márai Sándort elfeledtetni. Az 1980-as években megpróbálták visszacsalogatni, ám ő nem állt kötélnek, és könyveinek kiadását sem engedélyezte. Halála után kezdték el munkáit (regények, novellák, napló) újra megjelentetni Magyarországon. 1990-ben, egy évvel halála után, posztumusz Kossuth-díjat kapott.
Külföldön először Franciaországban fedezték fel újra az 1990-es évek elején. Rövid időn belül négy regénye jelent meg Párizsban. Ezt megelőzően, noha könyveit Nyugaton gyakran kiadták, a Vendégjáték Bolzanóban kivételével (amely német nyelvterületen nagy sikert aratott és sok kiadást megért) nem figyeltek fel rá. A műveit francia fordításban felfedező olasz kiadója határozta el, hogy A gyertyák csonkig égnek című regénnyel indítja Márai-sorozatát. A Le braci rövid időn belül felkerült az olasz bestsellerlistára. Ezután német, spanyol, portugál és angol nyelvterületen, valamint számos kelet-európai nyelven hatalmas sikerrel jelentek meg elsősorban a franciák által publikált regények, de újabban más művei is. A sors különös fintora, hogy több regény esetében a külföldi kiadók a franciák által adott címet részesítik előnyben az eredeti magyar címük helyett.
Márai írói stílusát leginkább Thomas Mann, Robert Musil, az osztrák Joseph Roth és Arthur Schnitzler stílusához hasonlítják. Márai Sándort ma már az őt megillető helyen, a 20. századi európai irodalom egyik kiemelkedő alakjaként tartják számon külföldön és hazájában egyaránt. Magyarországi elismertségének kialakításában meghatározó szerepet játszott műveinek nyugat-európai, különösen olasz és francia fogadtatása. Márai Sándor napjainkban reneszánszát éli; sorra filmesítik meg műveit, színházi darabjait újra műsorra tűzték.

## Művei
Az évszámok az első megjelenések időpontjai

### Itthon (az emigráció előtt) megjelent kötetek
- Emlékkönyv; Kassai Ny., Kassa, 1918
- Emberi hang. Versek; Globus, Košice, 1921
- Männer (dráma) 1921
- Panaszkönyv; Globus, Košice, 1922
- A mészáros; Pegazus, Wien, 1924[40]
- Istenek nyomában; Pantheon, Bp., 1927 (útirajz)
- Bébi vagy az első szerelem. Regény; Pantheon, Bp., 1928 (Az új magyar regény)
- Mint a hal vagy A néger. Versek; Pantheon, Bp., 1930
- A zendülők. Regény; Pantheon, Bp., 1930 (Az új magyar regény) [A Garrenek műve I.]
- Idegen emberek. Regény; Pantheon, Bp., 1930 (Az új magyar regény)
- Műsoron kívül; Pantheon, Bp., 1931
- Csutora. Kutya-regény; ill. Székely-Kovács Olga; Pantheon, Bp., 1932 (Az új magyar regény)
- Teréz; Kner Ny., Gyoma, 1932 (elbeszélés)
- A szegények iskolája; Pantheon, Bp., 1933
- Bolhapiac; Pantheon, Bp., 1934 (Márai Sándor munkái)
- A sziget; Nyugat, Bp., 1934 (Nyugat könyvek)
- Egy polgár vallomásai; Pantheon, Bp., 1934 (Az új magyar regény)
- Egy polgár vallomásaiból; Kner Ny., Gyoma, 1935 (regényrészlet)
- Csutora. Kutya-regény; ill. Székely-Kovács Olga; Pantheon, Bp., 1932 (Az új magyar regény)
- Farkasrét; Kner Ny., Gyoma, 1935
- Válás Budán. Regény; Révai, Bp., 1935
- Naptárcsere; ill. Szegedi Szüts István; Hungária Ny., Bp., 1935 (Hungária Könyvek)
- Kabala; Révai, Bp., 1936 (cikkgyűjtemény)
- Napnyugati őrjárat. Regény; Révai, Bp., 1936
- A féltékenyek. Regény, 1–2.; Révai, Bp., 1937 [A Garrenek műve II.]
- Négy évszak; Révai, Bp., 1938 (prózai epigrammák)
- Eszter hagyatéka. Két kisregény / Déli szél; Révai, Bp., 1939
- Vendégjáték Bolzanóban. Regény; Révai, Bp., 1940
- Szindbád hazamegy; Révai, Bp., 1940
- Kaland. Színmű; ill. Hincz Gyula; Singer-Wolfner, Bp., 1940 – Vojnits-jutalommal elismert mű.
- Kassai őrjárat; Révai, Bp., 1941
- Mágia. Novellák; Révai, Bp., 1941
- Az igazi; Révai, Bp., 1941
- Jó ember és rossz ember. Olajnyomat; Kner Ny., Gyoma, 1941 (tárca)
- Ég és Föld; Révai, Bp., 1942
- Röpirat a nemzetnevelés ügyében; Révai, Bp., 1942
- A kassai polgárok. Dráma; Révai, Bp., 1942
- A gyertyák csonkig égnek. Regény; Révai, Bp., 1942
- Füves könyv; Révai, Bp., 1943 (Márai Sándor válogatott munkái)
- Vasárnapi krónika; Révai, Bp., 1943 (Márai Sándor válogatott munkái) (hírlapi cikkek)
- Sirály. Regény; Révai, Bp., 1943
- Bolhapiac. Regény; Révai, Bp., 1944 (a Bolhapiac és a Műsoron kívül c. művek válogatott rajzai és elbeszélései)
- Verses könyv; Révai, Bp., 1945
- Napló, 1943–1944; Révai, Bp., 1945
- Varázs. Színjáték három felvonásban; Révai, Bp., 1945
- Ihlet és nemzedék; Franklin Ny., Bp., 1946 (tanulmányok, esszék)
- A nővér; Révai, Bp., 1946
- Medvetánc; Révai, Bp., 1946 (Révai könyvtár) (elbeszélések, tárcák)
- Európa elrablása; Révai, Bp., 1947 (Révai könyvtár)
- Sértődöttek, 1–3.; Révai, Bp., 1947–1948 (regény)
  - 1. A hang; 1947
  - 2. Jelvény és jelentés; 1948
  - 3. Művészet és szerelem; 1948

### Emigrációban megjelent könyvek
- Béke Ithakában. Regény; Lincolns-Prager, London, 1952 (Magyar Írók Könyvesháza kiadványai)
- Napló, 1945–1957; Occidental Press, Washington, 1958
- Egy úr Velencéből. Verses játék; Occidental Press, Washington, 1960
- San Gennaro vére. Regény; szerzői, New York, 1965
- Napló 1958–1967; szerzői, Róma, 1968
- Ítélet Canudosban. Regény; Vörösvary–Weller, Toronto, 1970
- Rómában történt valami. Regény; Pannónia, Torontó, 1971
- Föld, föld... Emlékezések; Vörösváry–Weller, Toronto, 1972
- Erősítő. Regény; szerzői, s. l., 1975
- Napló 1968–1975; Vörösváry, Toronto, 1976
- A delfin visszanézett. Válogatott versek, 1919–1977; Újváry "Griff", München, 1978
- Judit... és az utóhang. Regény; Griff, München, 1980
- Jób... és a könyve. Hangjátékok, televíziós színjátékok; Griff, München, 1982
- Harminc ezüstpénz. Regény; Ujváry "Griff", München, 1983
- Napló. 1976–1983; Újváry "Griff", München, 1985
- A Garrenek műve. Regény két kötetben, 1–2.; Vörösvary–Weller, Toronto, 1988

### Halála után megjelent kiadványok
- Egy úr Velencéből Farkas Ferenc operájának szövegkönyve; Prológus, Bp., 1991 (A magyar dráma fóruma)
- Ami a Naplóból kimaradt; Vörösváry, Toronto, 1992–2003
  - 1. 1945–1946; 1992
  - 2. 1947; 1993
  - 3. 1948; 1998
  - 4. 1949; 1999
  - 5. 1950–1952; 2001
  - 6. 1953–1955; 2003
- Márai Sándor breviáriuma; összeáll., bev., életrajzi adatok, műjegyzék Pomogáts Béla; Madách–MVSZ–Kriterion, Bratislava–Bp.–Bucureşti, 1992 (Magyarok világkönyvtára)
- Ismeretlen kínai költő Kr. után a XX. századból; közread. Tolnay Klári, szerk., képvál. Mészöly Dezső; Balassi, Bp., 1994
- Az idegenek; Akadémiai–Helikon, Bp., 1996 (Márai Sándor művei)
- Napló, 1984–1989; Vörösváry, Toronto, 1997
- Összegyűjtött versek; Helikon, Bp., 2000 (Márai Sándor művei)
- Szabadulás; Helikon, Bp., 2000
- Szőnyi Zsuzsa: Vándor és idegen. Márai-levelek, emlékek; szerk., sajtó alá rend. Hafner Zoltán; Kortárs, Bp., 2000 (Phoenix könyvek)
- Eszter hagyatéka és három kisregény / A mészáros / Eszter hagyatéka / Déli szél / Szívszerelem;[41] Helikon, Bp., 2001 (Márai Sándor művei)
- Palackposta Márai Sándortól; közzéteszi Szigeti Jenő; Bíbor, Miskolc, 2001
- Kakuszi B. Péter: Márai Sándor és Németország; függelék: Márai Sándor írásai a Der Drache, Frankfurter Zeitung, Die Weltbühne folyóiratokból; Pro Pannonia, Pécs, 2001 (Irodalmunk forrásai; Pannónia könyvek)
- Tájak, városok, emberek; összeáll., jegyz. Urbán László; Helikon, Bp., 2002 (Márai Sándor művei)
- Magyar borok, 2002
- Japán kert, 1–2.; vál., utószó Gyüre Lajos; Madách-Posonium, Bratislava, 2003–2004
  - 1. Publicisztikai írások. 1920–1923
  - 2. Publicisztikai írások, 1924–1929. Versek, elbeszélések, 1920–1929
- Írók, költők, irodalom; összeáll., jegyz. Urbán László; Helikon, Bp., 2003 (Márai Sándor művei)
- Kedves Tibor! Márai Sándor és Simányi Tibor levelezése, 1969–1989; szerk. Borbíró Zsóka; Helikon, Bp., 2003
- Oroszország Márai Sándor szemével. "Russland – wie es war, wie es wurde, wie es ist" / Oroszország – amilyen volt, amilyen lett, és amilyen most. Márai Sándor és Dormándi László 1932-es összeállítása alapján; Márai Sándor publicisztikáját vál. Mészáros Tibor, szerk. Körmendy Zsuzsanna, képaláírásford. Schmidt Mária; XX. Század Intézet, Bp., 2003
- Ajándék a végzettől. A Felvidék és Erdély visszacsatolása; vál., szerk. Székely Ádám; Helikon, Bp., 2004 (Márai Sándor művei)
- Kötetben meg nem jelent elbeszélések, 1–3.; Helikon, Bp., 2004–2005
  - 1. Lucrétia fia. 1916–1927; 2004
  - 2. Lomha kaland. 1928–1937; 2005
  - 3. A régi szerető. 1938–1947; 2005
- Márai beszél. Interjúk, nyilatkozatok; vál., szerk. Méhes László; Bíbor, Miskolc, 2004
- Bölcsességek januártól decemberig; Helikon, Bp., 2004 (Füves könyv, Ég és föld, A négy évszak és kimaradt bölcsességek együtt)
- Kitépett noteszlapok. Márai Sándor összegyűjtött írásai ausztriai és németországi lapokban; szerk., szöveggond., tan. Kakuszi B. Péter, ford. Nádudvari Gabriella; Lazi, Szeged, 2005
- A szerelem három arca / Eszter hagyatéka / A gyertyák csonkig égnek / Válás Budán; Helikon, Bp., 2005
- A forradalom előérzete. 1956 Márai Sándor írásainak tükrében; szöveggond. Rátz Mária; Helikon, Bp., 2006
- Március. Márai Sándor összegyűjtött írásai; szerk., szöveggond., tan. Kakuszi B. Péter; Lazi, Szeged, 2006
- Aranyidők. Márai Sándor összegyűjtött írásai; szerk., szöveggond. Kakuszi B. Péter, közrem. Bába Nándor; Lazi, Szeged, 2006
- "Szeress egészen mellékesen és szelíden"; vál., szerk. Mészáros Tibor; Helikon, Bp., 2007 + CD
- Az írástudó. Publicisztika, 1925–1927; Helikon, Bp., 2008
- Kuruzslók hajnala. Publicisztika, 1928–1930; szöveggond. Rátz Mária; Helikon, Bp., 2008
- Pesti siker. Publicisztika, 1931–1933; Helikon, Bp., 2009
- Budán lakni világnézet. A városrész Márai Sándor írásainak tükrében; bev., szerk. Mészáros Tibor, képanyag összeáll. Saly Noémi; Jövendő–Helikon, Bp., 2010
- Köhögni szabad? Publicisztika, 1934–1936; Helikon, Bp., 2010
- A nagyság átka. Publicisztika, 1937–1939; Helikon, Bp., 2011
- Halotti beszéd. Összes versek; Helikon, Bp., 2010
- Szélkiáltó – Márai; Helikon, Bp., 2011 (Hangzó Helikon) + CD
- Sok a nő? Publicisztika, 1940–1942; Helikon, Bp., 2012
- Boros könyv; Kő Boldizsár illusztrációival; Helikon, Bp., 2012 (Márai életbölcsességei)
- A világ nagy ajándék. Gondolatok a szeretetről és a szerelemről; vál., sajtó alá rend. Szepessy Kata és Kovács Attila Zoltán; Helikon, Bp., 2013
- Egy polgár vallomásai; sajtó alá rend. Kovács Attila Zoltán, utószó Fried István, jegyz. Ötvös Anna, Mészáros Tibor; csonkítatlan, cenzúrázatlan kiad.; Helikon, Bp., 2013
- Beszéljünk másról? Publicisztika, 1943–1978; Helikon, Bp., 2013
- Régi Kassa, álom; tan. Mészáros Tibor; Helikon, Bp., 2013
- Hallgatni akartam; Helikon, Bp., 2013
- Föld, föld!... A teljes változat; Helikon, Bp., 2014 (Márai Sándor művei)
- Itália életérzés; tan., szerk. Mészáros Tibor; Helikon, Bp., 2014
- Fedőneve: Ulysses, 1–2.; sajtó alá rend. Kovács Attila Zoltán, Mészáros Tibor, utószó Mészáros Tibor; Helikon, Bp., 2014–2017
- Ajándék az egész élet. Gondolatok az ünnepről és jeles napokról; vál., sajtó alá rend. Szepessy Kata és Kovács Attila Zoltán; Helikon, Bp., 2014
- Verseskönyv; ill. Kő Boldizsár; Helikon, Bp., 2015 (Márai életbölcsességei)
- Amerikai délibáb; tan. Mészáros Tibor; Helikon, Bp., 2015
- A kassai polgárok. Dráma két részben. A Kassai Thália Színházban 2014-ben bemutatott kamaraszínpadi változat; átdolg., rend. Beke Sándor; mondAt, Vác, 2015
- A forradalom előérzete. Márai Sándor és 1956; vál., szerk., utószó Mészáros Tibor; Helikon, Bp., 2016
- Erdélyi emlék; tan. Mészáros Tibor, összeáll. Kovács Attila Zoltán, Mészáros Tibor; Helikon, Bp., 2016
- Párizsi vasárnapok; vál., szerk., bev. Mészáros Tibor; Helikon, Bp., 2017

### A teljes napló, 1943–1989
A teljes napló, 1–18.; szerk. Mészáros Tibor; Helikon, Bp., 2006–2018
- A teljes napló, 1943–1944; 2006
- A teljes napló, 1945; 2006
- A teljes napló, 1946; 2007
- A teljes napló, 1947; 2007
- A teljes napló, 1948; 2008
- A teljes napló, 1949; 2008
- A teljes napló, 1950–51; 2009
- A teljes napló, 1952–53; 2009
- A teljes napló, 1954–56; 2010
- A teljes napló, 1957–58; 2011
- A teljes napló, 1959–60; 2012
- A teljes napló, 1961–63; 2012
- A teljes napló, 1964–66; 2013
- A teljes napló, 1967–69; 2014
- A teljes napló, 1970–73; 2015
- A teljes napló, 1974–77; 2016
- A teljes napló, 1978–81; 2017
- A teljes napló, 1982–89; 2018

## Filmek
Regényeiből készült filmek:
- Egy polgár vallomásai (43'-es, színes, magyar film, 1991)
- Füveskönyv (magyar rövid játékfilm, 1991)
- Márai naplói (1995)
- A gyertyák csonkig égnek, R: Iglódi István (2005)
- Eszter hagyatéka, R: Sipos József (2008)
- Kaland, R: Sipos József (2011)

Életéről készült filmek:
- Emlékezés Márai Sándorra (1995)
- Márai Sándorra emlékezünk (rövidfilm, 2003)
- (Duel au cœur du marais) (francia dokumentumfilm, 2004)
- Márai bölcsője, Kassa (ismeretterjesztő film, 2006)
- Az emigráns – Minden másképp van, R: Szalai Györgyi, Dárday István (2006)
- Márai töredékek (Márai töredékek (Hommage á Márai)
- Márai-díjasok (dokumentum sorozat)
- Minden másképp van – Márairól (dokumentum játékfilm, 2007)
- Márai Sándor (dokumentumfilm, 2008)
- A szabadság keserű íze – Márai Sándor és Nápoly (dokumentumfilm, 2011)

## Származása
| Márai Sándor Károly Henrik, Grosschmid Sándor (Kassa, 1900. ápr. 11.– San Diego, Kalifornia, 1989. feb. 21.) író, költő, újságíró, r. k. | Apja: nemes Grosschmid Géza (Kassa, 1872. dec. 1. – Miskolc, 1934. okt. 12.) királyi közjegyző, a csehszlovák parlament Kassáról delegált szenátora, r. k. | Apai nagyapja: nemes Grosschmid Károly (Ungvár, 1819. nov. 18. – Kassa, 1874. júl. 9.) m. kir. pénzügyi titkár, r. k. | Apai nagyapai dédapja: nemes Grosschmid János (Bocskó, 1778. jan. 26. – Zombor, 1849. ápr. 20.) jómódú szász nemzetiségű polgár |
| Márai Sándor Károly Henrik, Grosschmid Sándor (Kassa, 1900. ápr. 11.– San Diego, Kalifornia, 1989. feb. 21.) író, költő, újságíró, r. k. | Apja: nemes Grosschmid Géza (Kassa, 1872. dec. 1. – Miskolc, 1934. okt. 12.) királyi közjegyző, a csehszlovák parlament Kassáról delegált szenátora, r. k. | Apai nagyapja: nemes Grosschmid Károly (Ungvár, 1819. nov. 18. – Kassa, 1874. júl. 9.) m. kir. pénzügyi titkár, r. k. | Apai nagyapai dédanyja: dezséri Országh Mária (? – Zombor, 1844. ápr. 19.)                                                      |
| Márai Sándor Károly Henrik, Grosschmid Sándor (Kassa, 1900. ápr. 11.– San Diego, Kalifornia, 1989. feb. 21.) író, költő, újságíró, r. k. | Apja: nemes Grosschmid Géza (Kassa, 1872. dec. 1. – Miskolc, 1934. okt. 12.) királyi közjegyző, a csehszlovák parlament Kassáról delegált szenátora, r. k. | Apai nagyanyja: nemes Radványi Klementina (Rozsnyó, 1841. júl. 31.– Kassa, 1898. aug. 1.) r. k.                       | Apai nagyanyai dédapja: nemes Radványi Pál (Rozsnyó, 1802. júl. 19. – ?) kelmefestő                                             |
| Márai Sándor Károly Henrik, Grosschmid Sándor (Kassa, 1900. ápr. 11.– San Diego, Kalifornia, 1989. feb. 21.) író, költő, újságíró, r. k. | Apja: nemes Grosschmid Géza (Kassa, 1872. dec. 1. – Miskolc, 1934. okt. 12.) királyi közjegyző, a csehszlovák parlament Kassáról delegált szenátora, r. k. | Apai nagyanyja: nemes Radványi Klementina (Rozsnyó, 1841. júl. 31.– Kassa, 1898. aug. 1.) r. k.                       | Apai nagyanyai dédanyja: Leszigh Rozália (? – ?)                                                                                |
| Márai Sándor Károly Henrik, Grosschmid Sándor (Kassa, 1900. ápr. 11.– San Diego, Kalifornia, 1989. feb. 21.) író, költő, újságíró, r. k. | Anyja: Ratkovszky Margit (Kassa, 1874. febr. 2. – Budapest, 1964. aug. 19.) felsőbb leányiskolai tanítónő, r. k.                                           | Anyai nagyapja: Ratkovszky János (Iglau/Jihlava, Morvaország), 1835 k. – Kassa, 1884. júl. 19.) bútorgyáros, r. k.    | Anyai nagyapai dédapja: n. a.                                                                                                   |
| Márai Sándor Károly Henrik, Grosschmid Sándor (Kassa, 1900. ápr. 11.– San Diego, Kalifornia, 1989. feb. 21.) író, költő, újságíró, r. k. | Anyja: Ratkovszky Margit (Kassa, 1874. febr. 2. – Budapest, 1964. aug. 19.) felsőbb leányiskolai tanítónő, r. k.                                           | Anyai nagyapja: Ratkovszky János (Iglau/Jihlava, Morvaország), 1835 k. – Kassa, 1884. júl. 19.) bútorgyáros, r. k.    | Anyai nagyapai dédanyja: n. a.                                                                                                  |
| Márai Sándor Károly Henrik, Grosschmid Sándor (Kassa, 1900. ápr. 11.– San Diego, Kalifornia, 1989. feb. 21.) író, költő, újságíró, r. k. | Anyja: Ratkovszky Margit (Kassa, 1874. febr. 2. – Budapest, 1964. aug. 19.) felsőbb leányiskolai tanítónő, r. k.                                           | Anyai nagyanyja: nemes Jelenffy Mária (Kassa, 1847. okt. 7. – ?) r. k.                                                | Anyai nagyanyai dédapja: nemes Jelenffy Ferenc Benjamin Vince (Kassa, 1822. ápr. 2. – ?) földbirtokos, r. k.                    |
| Márai Sándor Károly Henrik, Grosschmid Sándor (Kassa, 1900. ápr. 11.– San Diego, Kalifornia, 1989. feb. 21.) író, költő, újságíró, r. k. | Anyja: Ratkovszky Margit (Kassa, 1874. febr. 2. – Budapest, 1964. aug. 19.) felsőbb leányiskolai tanítónő, r. k.                                           | Anyai nagyanyja: nemes Jelenffy Mária (Kassa, 1847. okt. 7. – ?) r. k.                                                | Anyai nagyanyai dédanyja: Jakubtsák Teréz (1826 k. – ?) ev.                                                                     |